# IFA Wartburg
IFA Wartburg је био шведски студентски бенд, који су основали Магнус Михаели и Нилс Лундвол у Упландс Весбију, у Шведској. Свирали су под псеудонимима Ролф Кемпински и Хајнц Клингер. Названи по источнонемачком аутомобилском бренду Вартбург који је изградила ИФА, и певајући на немачком језику, њихови текстови дочаравају речник ДДР-а на разигран и аполитични начин. Многе њихове песме могу изгледати чак и сатиричне, што значи да можда нису сасвим скроз озбиљни око својих комунистичких веровања. Неки од наслова песама укључују Frau Gorbatschowa tanz Bossanova (Госпођа Горбачов плеше боса нову), Es ist nicht so schlimm auf der Insel Krim (Није тако лоше на острву Крим) и Agrarwissenschalft im Dienste des Sozialismus (Пољопривреда у служби социјализма).
Њихова музика је била под еклектичним утицајем, у распону од Боса нове (Gorbatschowa tanz Bossanova), поп/ска (FDJ (Freie Deutsche Jugend)), до џеза и свинга (Spassjazz). Ово нас доводи до закључка да су били свестрани у свом опусу. Такође постоји пар песама које се једино могу наћи на званичном Јутјуб каналу овог бенда.

## Дискографија
- Im Dienste des Sozialismus, CD албум, 1998
- Der Berliner, CD ЕП, 1998
- Im Dienste des Sozialismus, Винил LP (диск са сликама) са лицима Ериха Хонекера и шведске краљице Силвије .

### Im Dienste des Sozialusmus
Једини објављен албум IFA Wartburg-а Im Dienste des Sozialismus, објављен је 1998. на винилу и ЦД-у. Два фронтмена бенда су заслужна за писање албума, и појављују се на предњем омоту ЦД-а.
IFA Wartburg је била на турнеји Im Dienste des Sozialismus у Немачкој и Швајцарској од 1998-1999, што је привукло пажњу немачких медија.
Музички видео који су направили обожаваоци за прву песму FDJ (Freie Deutsche Jugend) који је постављен на Јутјуб достигао је 3 милиона прегледа од октобра 2023.